# Cheiracanthium brevispinum
Cheiracanthium brevispinum is een spinnensoort uit de familie Cheiracanthiidae.
De wetenschappelijke naam van de soort werd in 1982 gepubliceerd door Da-Xiang Song, Feng & Shang.